# Sèvremont
Pour les articles homonymes, voir Sèvre.
Sèvremont est une commune nouvelle française, située dans le département de la Vendée, en région Pays de la Loire.
Issue de la fusion des communes des Châtelliers-Châteaumur, de La Flocellière, de La Pommeraie-sur-Sèvre et de Saint-Michel-Mont-Mercure, elle est créée le 1er janvier 2016.

## Géographie
Le chef-lieu de la commune nouvelle, La Flocellière, se situe au nord-est du département de la Vendée.
Le Petit Lay prend sa source à Sèvremont, sur le territoire de l'ancienne commune Saint-Michel-Mont-Mercure.
| Les Épesses Saint-Mars-la-Réorthe | Treize-Vents | Saint-Amand-sur-Sèvre Deux-Sèvres |
| Saint-Paul-en-Pareds              | Sèvremont    | Montravers Deux-Sèvres            |
| Le Boupère                        | Pouzauges    | Saint-Mesmin                      |

### Climat
Pour des articles plus généraux, voir Climat des Pays de la Loire et Climat de la Vendée.
En 2010, le climat de la commune est de type climat océanique altéré, selon une étude du CNRS s'appuyant sur une série de données couvrant la période 1971-2000. En 2020, Météo-France publie une typologie des climats de la France métropolitaine dans laquelle la commune est exposée à un climat océanique et est dans la région climatique  Bretagne orientale et méridionale, Pays nantais, Vendée, caractérisée par une faible pluviométrie en été et une bonne insolation. 
Pour la période 1971-2000, la température annuelle moyenne est de 11,1 °C, avec une amplitude thermique annuelle de 14,4 °C. Le cumul annuel moyen de précipitations est de 946 mm, avec 12,9 jours de précipitations en janvier et 7,3 jours en juillet. Pour la période 1991-2020, la température moyenne annuelle observée sur la station météorologique de Météo-France la plus proche, « St-Fulgent_sapc », sur la commune de Saint-Fulgent à 24 km à vol d'oiseau, est de 12,6 °C et le cumul annuel moyen de précipitations est de 815,9 mm,. Pour l'avenir, les paramètres climatiques de la commune estimés pour 2050 selon différents scénarios d'émission de gaz à effet de serre sont consultables sur un site dédié publié par Météo-France en novembre 2022.

## Urbanisme

### Typologie
Au 1er janvier 2024, Sèvremont est catégorisée bourg rural, selon la nouvelle grille communale de densité à sept niveaux définie par l'Insee en 2022.
Elle appartient à l'unité urbaine de Sèvremont, une unité urbaine monocommunale constituant une ville isolée,. Par ailleurs la commune fait partie de l'aire d'attraction des Herbiers, dont elle est une commune de la couronne,. Cette aire, qui regroupe 15 communes, est catégorisée dans les aires de 50 000 à moins de 200 000 habitants,.

## Toponymie
Le nom Sèvremont est une juxtaposition de Sèvre, rivière dont sont riveraines les communes déléguées de la Pommeraie-sur-Sèvre, de la Flocellière et des Châtelliers-Châteaumur, et de mont évoquant Saint-Michel-Mont-Mercure.

Limites et bourgs des communes fondatrices de Sèvremont.

## Histoire
Le projet de commune nouvelle naît de la volonté de fusion de 4 communes du Haut Bocage vendéen : Les Châtelliers-Châteaumur, La Flocellière, La Pommeraie-sur-Sèvre et Saint-Michel-Mont-Mercure. L’arrêté préfectoral no 15-DRCTAJ/2-655 du 15 décembre 2015 crée la commune pour le 1er janvier 2016.

## Politique et administration

### Liste des maires
| Période                                  | Période     | Identité          | Étiquette | Qualité                                                                                  |
| ---------------------------------------- | ----------- | ----------------- | --------- | ---------------------------------------------------------------------------------------- |
| 4 janvier 2016                           | 25 mai 2020 | Bernard Martineau | DVD       | Représentant de commerce retraité Maire délégué de Saint-Michel-Mont-Mercure (2016-2020) |
| 25 mai 2020                              | En cours    | Jean-Louis Roy    | DVD       | Directeur administratif et financier, ancien adjoint                                     |
| Les données manquantes sont à compléter. |             |                   |           |                                                                                          |

### Communes déléguées
| Nom                        | Code Insee | Intercommunalité | Superficie (km2) | Population (dernière pop. légale) | Densité (hab./km2) |
| -------------------------- | ---------- | ---------------- | ---------------- | --------------------------------- | ------------------ |
| La Flocellière (siège)     | 85090      |                  | 29,24            | 2 706 (2015)                      | 93                 |
| Les Châtelliers-Châteaumur | 85063      |                  | 18,34            | 745 (2015)                        | 41                 |
| La Pommeraie-sur-Sèvre     | 85180      |                  | 15,72            | 1 043 (2015)                      | 66                 |
| Saint-Michel-Mont-Mercure  | 85257      |                  | 25,72            | 1 976 (2015)                      | 77                 |

### Structure intercommunale
Alors que les quatre communes sont incluses dans le périmètre de la communauté de communes du Pays-de-Pouzauges, un arrêté préfectoral du 23 décembre 2015 attribue 11 sièges à Sèvremont dans un conseil communautaire composé de 37 membres à compter du 1er janvier 2016.

## Population et société

### Gentilé
Les habitants de Sèvremont sont appelés les Sèvremontains.

### Démographie
L'évolution du nombre d'habitants est connue à travers les recensements de la population effectués dans la commune depuis sa création.

En 2022, la commune comptait 6 401 habitants, en évolution de −1,63 % par rapport à 2016 (Vendée : +5,33 %, France hors Mayotte : +2,11 %).
| 2014  | 2019  | 2022  |
| ----- | ----- | ----- |
| 6 433 | 6 423 | 6 401 |

## Culture locale et patrimoine

### Lieux et monuments
- Église Notre-Dame-de-l'Assomption des Châtelliers
- Donjon de Châteaumur
- Château de la Bonnelière
- Église de Saint-Michel-Mont-Mercure
- Église de La Pommeraie-sur-Sèvre
- Chapelle Notre-Dame-de-Lorette
- Château de la Flocellière
- Château des Echardières
- Château du Deffend